# Vallda Sandö

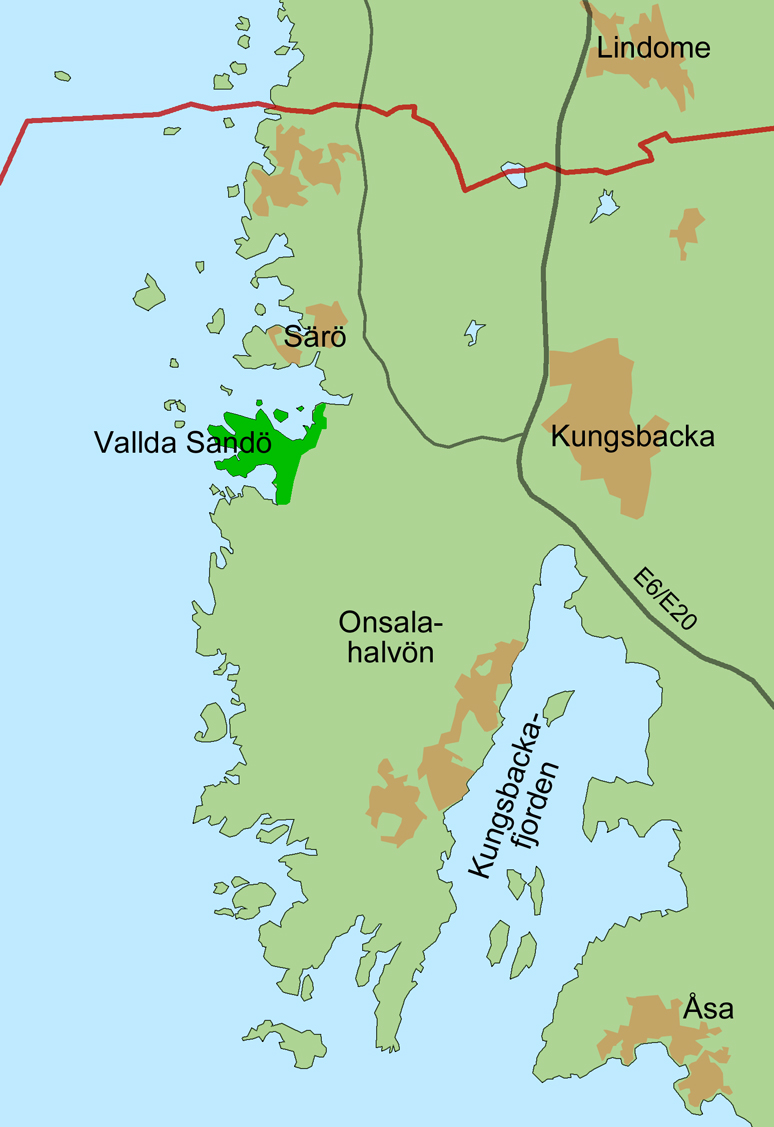
Karta som visar var Vallda Sandö ligger i förhållande till Kungsbacka och Onsalahalvön.

Vallda Sandö är en bergig halvö väster om Vallda i Vallda socken i Kungsbacka kommun i Halland. Halvön är förbunden med fastlandet med ett låglänt näs. Området är populärt för bad, fiske och friluftsliv och innefattar även en småbåtshamn. Ett rikt fågelliv gör att beträdnadsförbud råder på delar av näset under tiden 1 april till 15 juli. Halvön har en intressant flora med saltberoende arter som marrisp och glasört på den flacka delen av näset.
Vallda Sandö naturreservat är 349 hektar stort och skyddat sedan 1972. Området består mest av strandängar, klippor och hällmarker. Här finns även ljunghedar och sanka strandängar med rikt fågelliv. Det finns flera bronsåldersrösen.
I Vallda Sandö naturreservat ingår förutom ön Sandö även öarna Klöven, Stora och Lilla Björskär samt Stora och Lilla Keholmen. Därtill delar av området innanför halvön.
Den 28 augusti 1969 beslöts om att Göteborgs stadsfullmäktige skulle förvärva egendomen Vallda Sandö i Särö kommun för 1,8 miljoner kronor. Den skulle användas som bad- och fritidsområde.

## Bilder

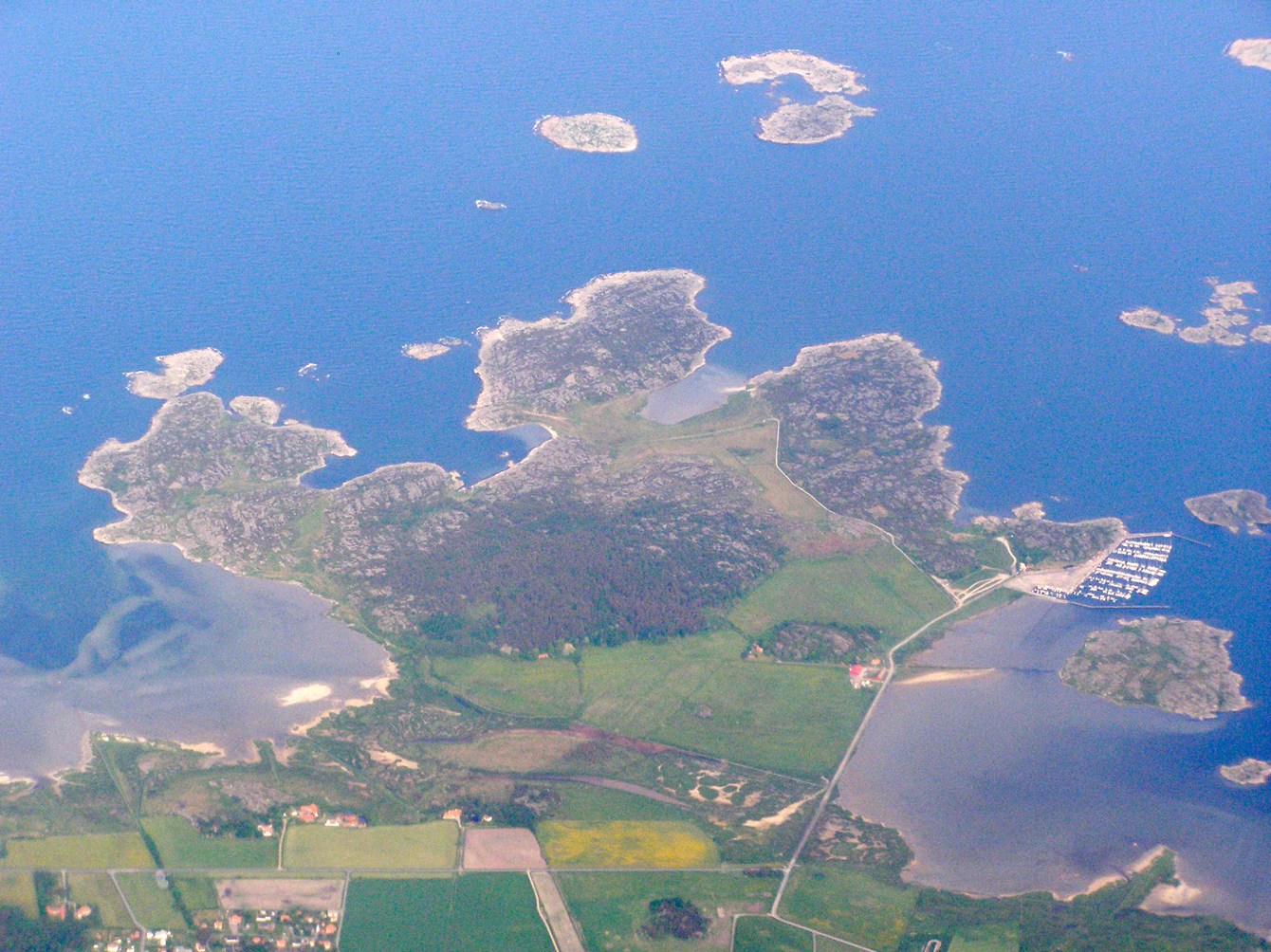
Flygfoto över Vallda Sandö.
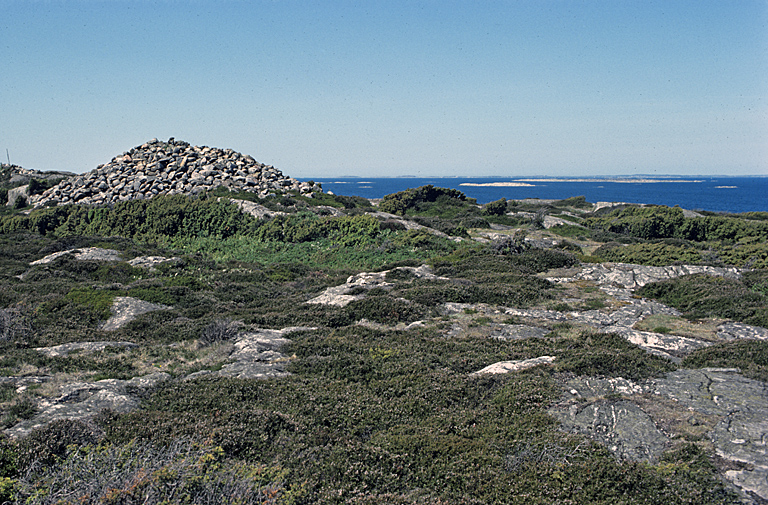
Röse på Vallda Sandö.